# 鞍頭裸胸鱔
鞍頭裸胸鱔，又稱鞍頭裸胸鯙，為輻鰭魚綱鰻鱺目鯙亞目鯙科的其中一種，分布於西北太平洋的日本海域，體長可達53.4公分，為底棲性魚類，屬肉食性，生活習性不明。

## 擴展閱讀
維基物種上的相關：鞍頭裸胸鱔